# FC Sever Murmansk
El FC Sever Murmansk (del ruso: ФК «Север» Мурманск) fue un club de fútbol ruso de la ciudad de Murmansk, fundado en 1961. El club disputaba sus partidos como local en el estadio Central y jugaba en la segunda división, el tercer nivel en el sistema de ligas ruso. En 1961 y 1962 jugó en la Primera Liga Soviética, y hasta 1965 era conocido como Tralflotovets Murmansk.

## Jugadores
Actualizado al 23 de agosto de 2012, según RFS (enlace roto disponible en Internet Archive; véase el historial, la primera versión y la última)..